# El Nido (Filipines)
El Nido és un municipi (tagal: bayan; cebuà: lungsod; ilongo: Banwa; ilocà: ili, de vegades munisipyo en tagal, cebuà i ilongo i munisipio a ilocà) de primera categoria i vedat marítim pertanyent a la província de Palawan, a Mimaropa, Regió IV-B de les Filipines. Segons el cens de 2000, té 27.029 habitants en 5191 cases. El 85% de la població viu en els barangay rurals, mentre el 15% viu al municipi en si. El nom del Nido ve per una au anomenada salangana.

## Elsbarangay
El municipi del Nido es troba 238 quilòmetres a nord-est de Puerto Princesa, capital provincial. El seu terme ocupa l'extrem meridional d'illa Palawan. Linda a nord amb l'illa de Linapacan i altres del grup de les illes Calamianes; a sud amb el municipi veí de Taytay; a l'est amb el Mar de Sulu enfront de les illes que formen el municipi de Agutaya; i a l'oest amb el Mar de la Xina Meridional, conegut localment com el Mar de l'Oest de les Filipines.
El barri de Bona Sort comprèn les illes de Cadlao, de Dilumakad, de Cauayan; i els illots de Caverna i de Mitri.
El barri de Pasadena comprèn l'illot de Emmit.
Illa Matinloc.
El barri de Bebeladán comprèn les illes de Tapiután, de Matinloc, de Inambuyod, de Guntao de el Nord i Guntao de Sud; de Miniloc, de Dibuluán i de Pangulasián, així com els illots de Tagbao, de Binanlaogoán (Paglugaban), de Entalula (Inabalamalaki), de Guintungauán, de Snake, de Komokomotuang i de Saddle.
El barri de Aberaguán (Aberawan) comprèn les illes de Lagen.
El barri de Manlag comprèn l'illa de Malapacao, de Malapacao i de Pinagbuyatán.
El barri de Corong-Corong (4a Zona) comprèn l'illa de Depeldel.
El barri de Nova Ibajay (New Ibajay) comprèn l'illa de Imorigue.
El barri de Teniguibán comprèn l'illa de Daracután i de Cabuli, així com els illots de Brother, de Calitán, de Vilma i de Vito.
El barri de Bucana comprèn l'illa de Lalutaya.

## Economia
Les indústries principals del Nido són pesca, agricultura i turisme. Un dels motius d'aquest turisme és per ser una localització popular gràcies al busseig. La recol·lecció de nius comibles també és una activitat econòmica, encara que és relativament estacional.

## Govern
El municipi del Nido es divideix, als efectes administratius, a 18 barangays o barris, d'acord amb la següent relació:
- Bagong-Bayán
- Bona Sort (2a Zona)
- Barotuán
- Bebeladán
- Corong-Corong (4a Zona)
- Otón, oficialment Mabini.
- Manlag
- Masagana (3a Zona)
- Nova Ibajay (New Ibajay)
- Maligaya (1a Zona)
- Sant Ferran
- Sibaltán
- Teniguibán
- vila Llibertat
- vila Pau
- Bucana
- Aberaguán (Aberawan)

A la Població del Nido habiten 7.166 persones, agrupades en els barris de Maligaya, 1a Zona i 1.142 habitants; Bona Sort, 2a Zona i 2.512 habitants; de Masagana, 3a Zona i 1.666 habitants; i Corong-Corong, 4a Zona i 1.846 habitants.

## Història
Bacuit formava part de la província espanyola de Calamianes, una de les de les 35 províncies de la divisió política de l'arxipèlag filipí, en la part anomenada de Visayas. Pertanyia a l'audiència territorial i capitania general de les Filipines, i en l'espiritual a la diòcesi de Cebú.
Posteriorment forma part de la Província de Castella, amb Taytay com la seva capital.
Aquest municipi va ser creat l'any 1916 quan Bacuit es separa de Taytay.
El 17 de juny de 1954 el municipi de Bacuit canvia la seva denominació per la de El Nido
El 22 de juny de 1957, al barri d'Otón va passar a cridar-se a Mabini
El 21 de juny d'aquest mateix any es van crear els següents barris:Vila Pau, comprenent els llocs de Nova Igabas, Candolay, Malapaho, Mabeñgeten, Dewel, Nalbekan i Lapia.
Bebeladán, comprenent els llocs de Mainlong, Bolabod, Balete, Culiong, Codongnon, Vigan, Pagawanen, Langeblangeban, Talulap, Bocboc, Miadiao, Avirawan, Pita, Deboluan, Balay-Bacaco, Kiminawit, Pamontonan, Simpian, Binabanan, Tegas i Pinacpanacan.
Bagong-Bayán, comprenent els llocs de Manogtog, Cadleman, Pinagtual, Omao, Nami, Tebey, Bato, Tuñgay, Cataaban i Lomocob.
Pasadena, comprenent els llocs de Lamoro, Cagbatang, Bulalacao, Pinañganteñgan, Quinawañgan, Nagbaclao, Colantod, Loblob i de Badiang.
Sibaltán, comprenent els llocs de Turatod, Buluang, Santa Mònica, Senodioc, Laolao, Caboñgan, Tapic, Panian, Guitan, Loro i Nagcalasag.
Barotuán, comprenent els llocs de Taverna, Locaroc, Nagpan, Yocoton, Calitang, Wawa, Makinit, Canoling, Mabañgaon i Mapeldeten.
Sant Ferran, comprenent els llocs de Panian, Madorianen, Dipnay, Maubog, Guenleng, Palabuayan, Parañgaycayan, Sant Pau i Olac-Olacan.
Vila Llibertat, comprenent els llocs de Calelenday, Taolili, Boloc, Inigtan, Mepague, Matolatolaon, Dao, Batbat, Madacotdacot, Nasigdan, Semenled, Bancalen i Cagbanaba.
El 1979 la notícia d'un accident marítim succeït en la Badia de Bacuit dona a conèixer el remot municipi.

## Llocs d'interès
Església parroquial catòlica sota l'advocació de Sant Francesc d'Assís i de Santa Potenciana, al barri de Sibaltán. Forma part del Districte 2 de la Rectoria Apostòlica de Taytay sufragánea de l'Arquidiócesis de Lipá.

## Turisme
L'única manera de recórrer la zona és navegant. Per fer-ho, s'han instaurat una sèrie de tours establerts (A, B C i D) que permeten conèixer tots els racons que s'amaguen a l'arxipèlag. Els preus són pràcticament iguals a tot arreu d'El Nido, encara que òbviament, t'estalviaràs pagar una comissió si negocies directament amb els amos de les barques.
Tour A: Es tracta de el tour més comú ja que visita els llocs més significatius que es poden trobar en l'Arxipèlag de Bacuit. Es visiten la Small Lagoon, la Big Lagoon, la Secret Lagoon, les costes de l'illa de Simizu i finalment, abans de tornar aL Nido, la platja de Entulala.
Tour B: Aquest, a canvi de el primer, és un dels menys freqüents però bé val la pena. Es va fins a les illes Snake, les coves de Cudugnun i Cathedral, i tornant a El Niu, s'atura a les illes Lagen i Pinabuyutan.
Tour C: Sens dubte, un dels més recomanables. Es comença per l'illa Helicopter i d'allí es va fins Matinloc, un dels llocs més impressionants de l'arxipèlag. Finalment, el tour culmina amb una visita a Secret Beach, Hidden Beach i Star Beach.
Tour D: Aquest tour acostuma a ser de mig dia amb el que és més barat que els anteriors. No obstant això, també és molt freqüent que s'allargui afegint alguna parada més per convertir-lo en un tour de dia complet. Es visita la Cadlao Lagoon i les platges de Pasandigan, Bukal, Paradise i Natnat.

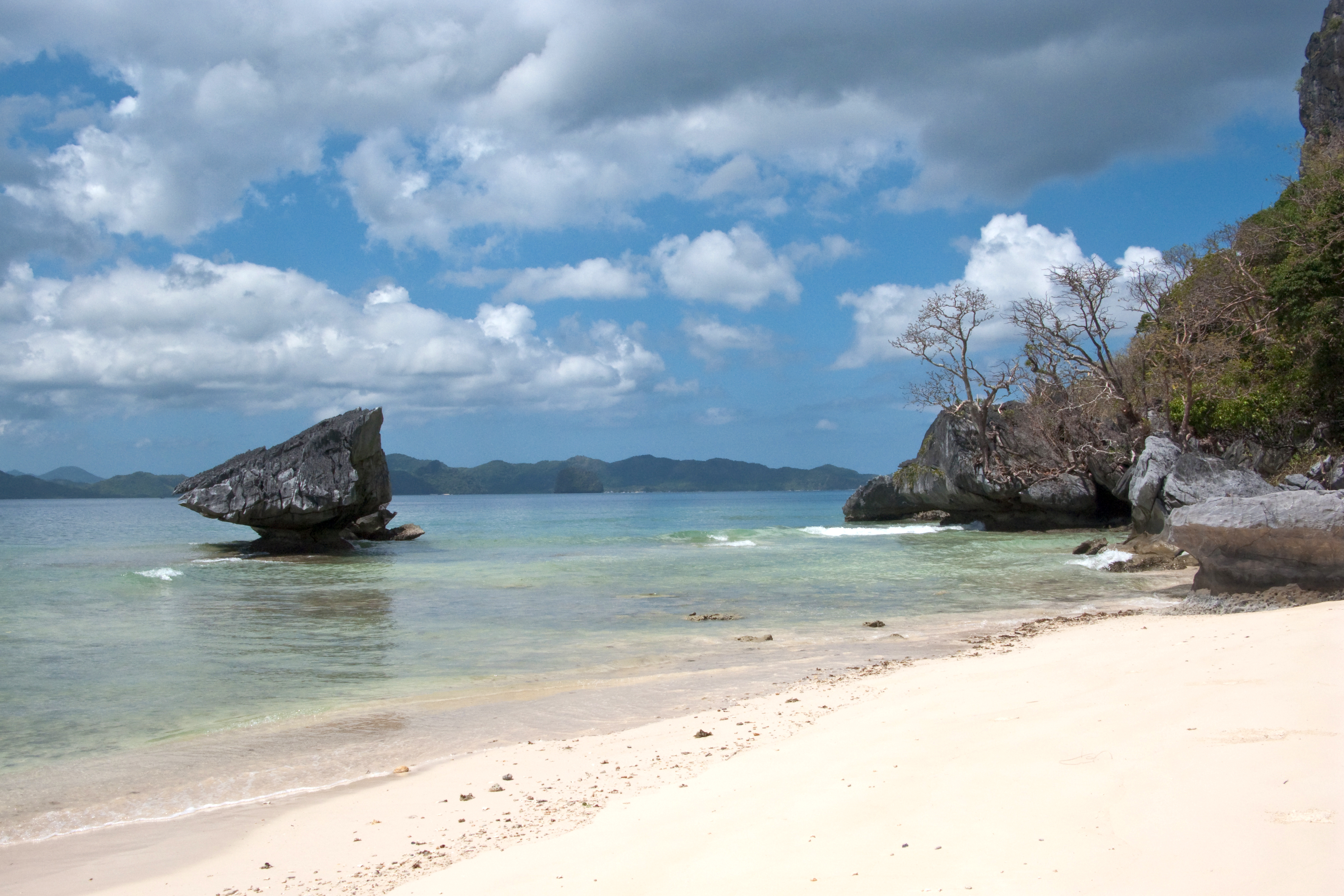
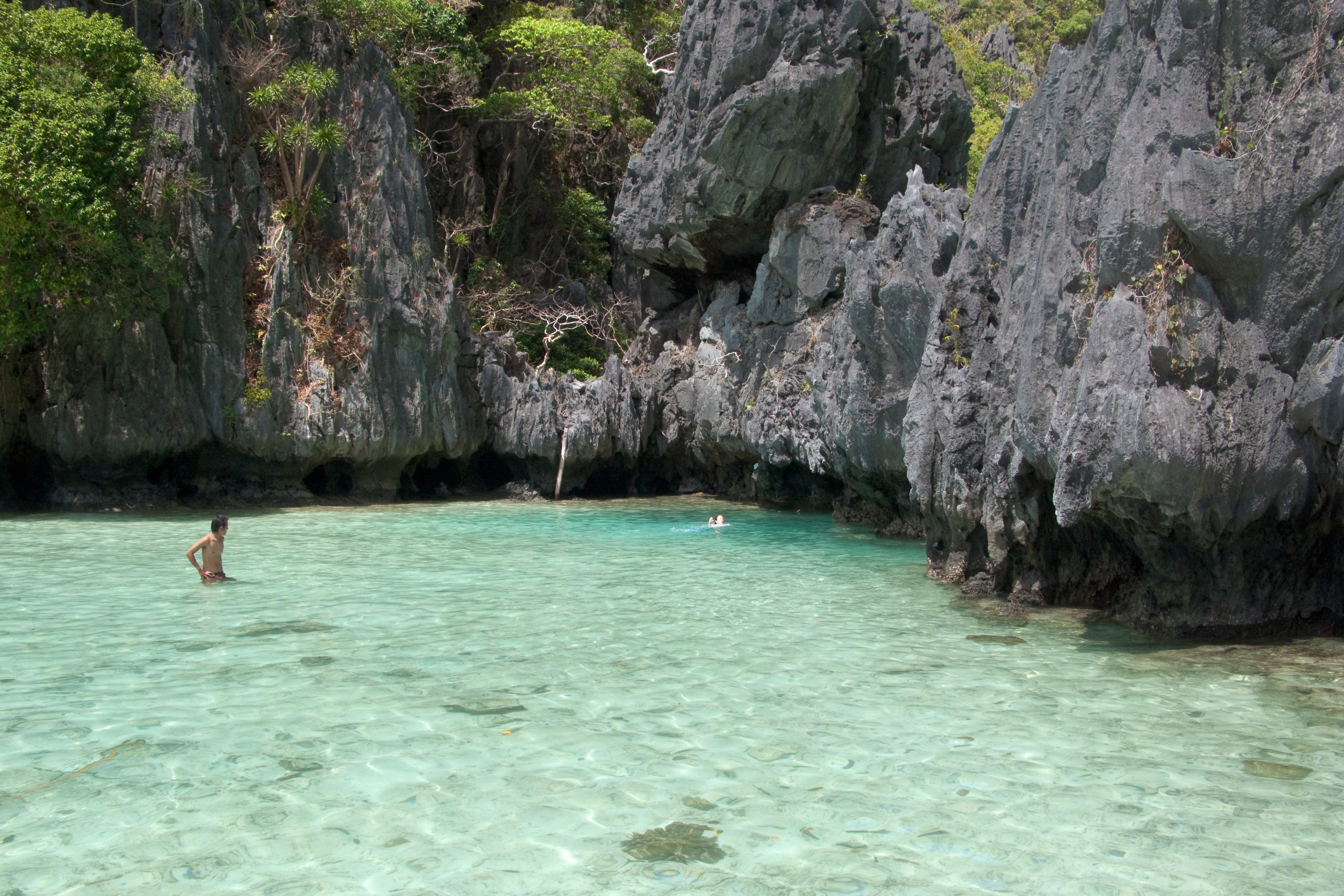
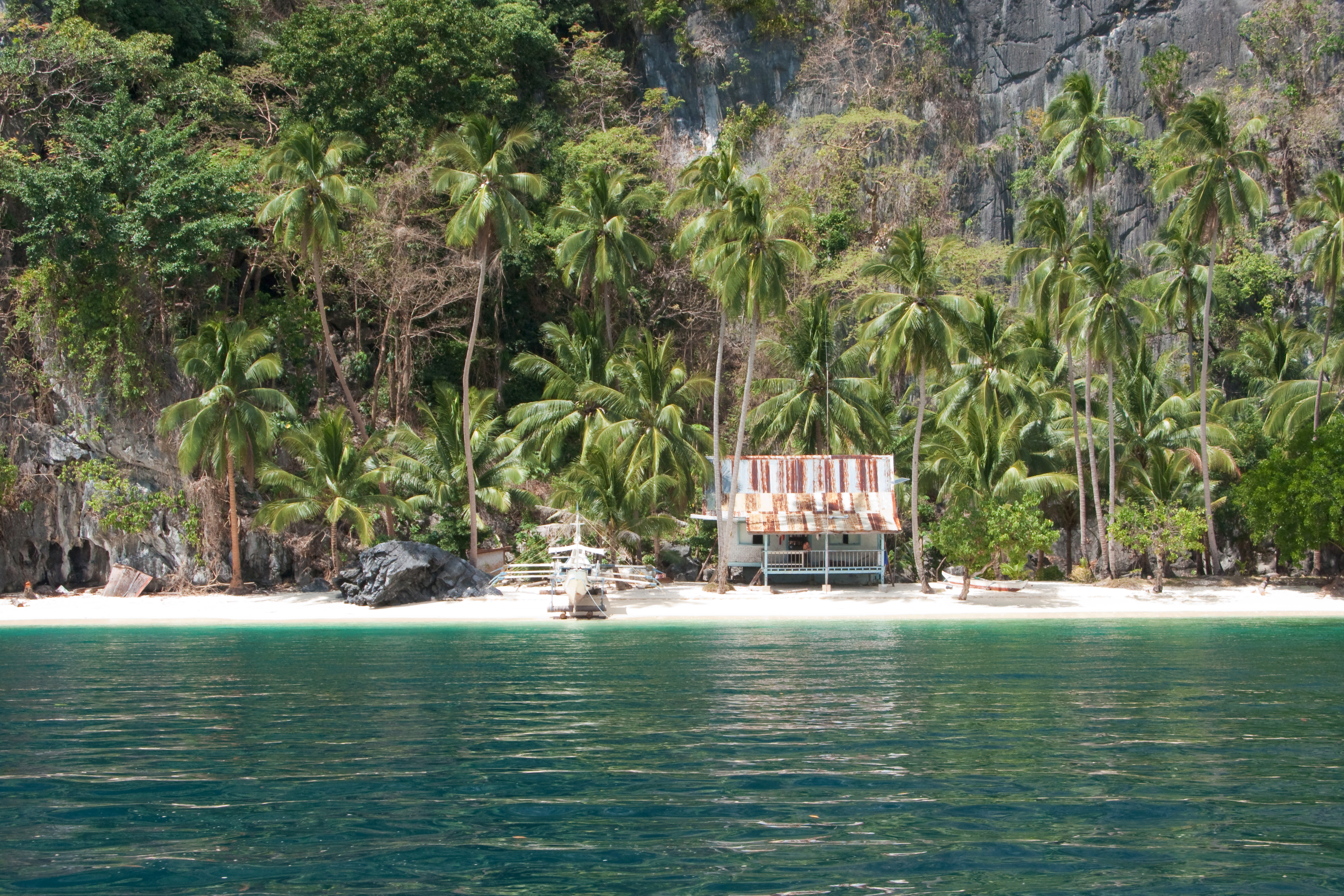
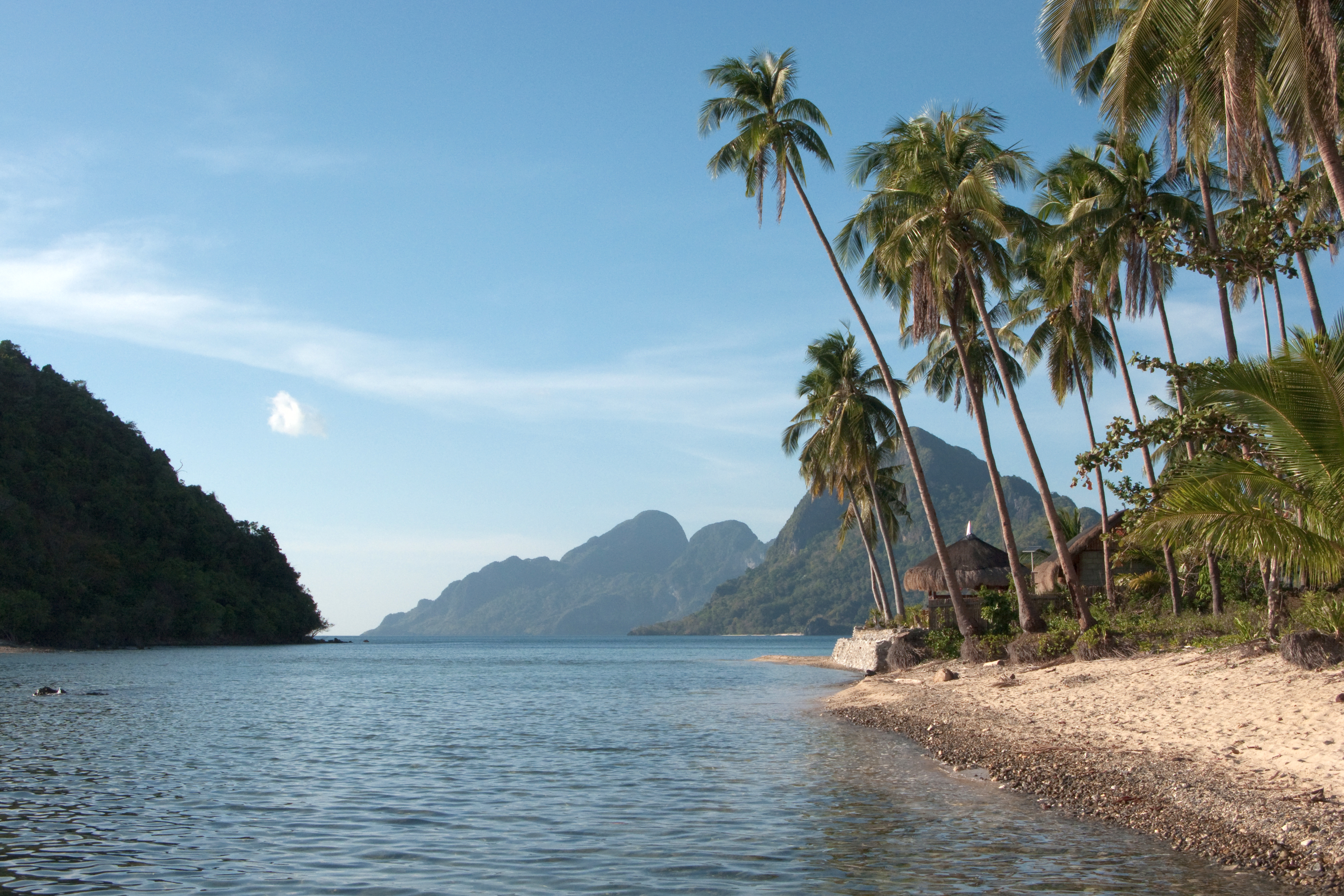
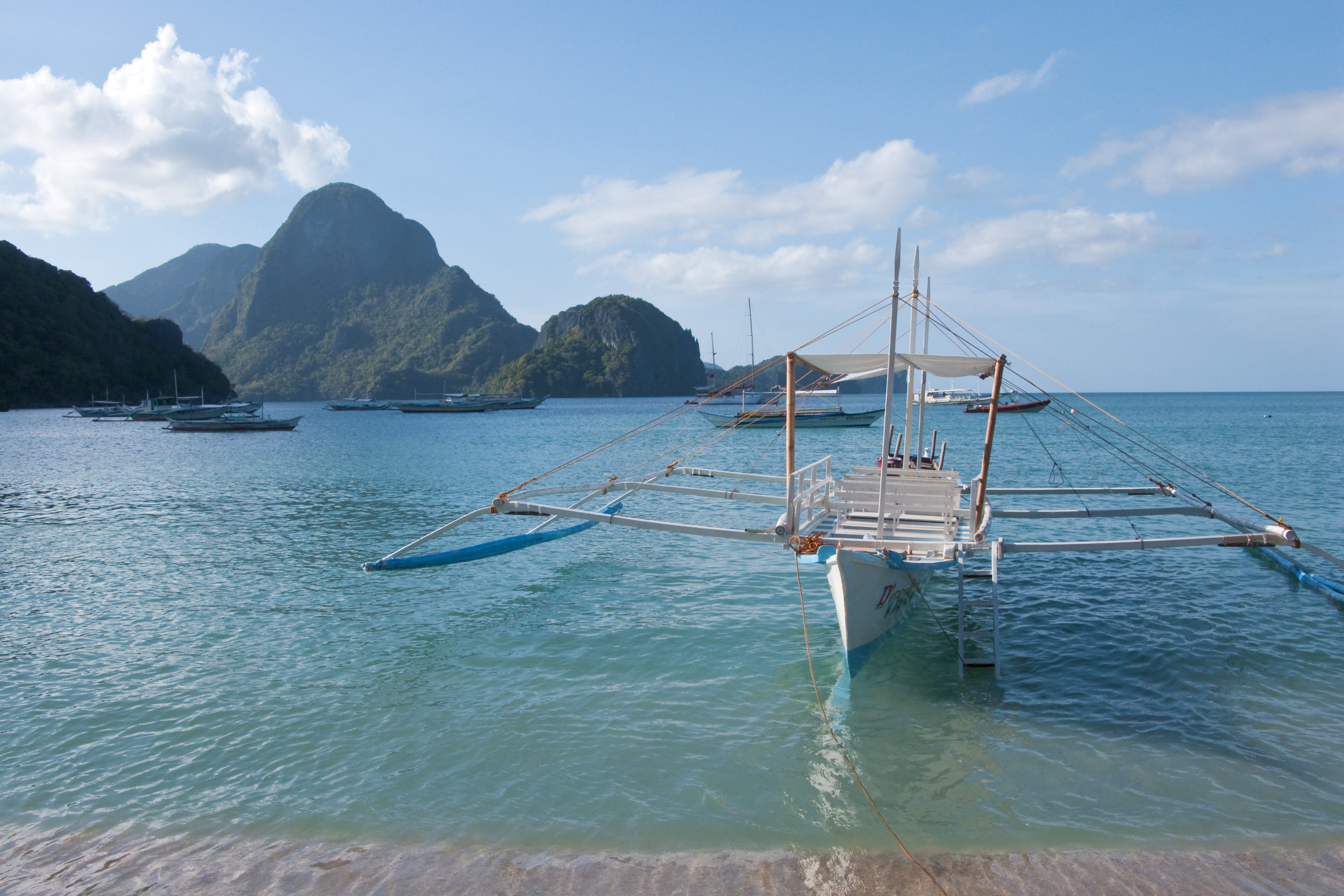